# Den tvåbukiga käkmuskeln

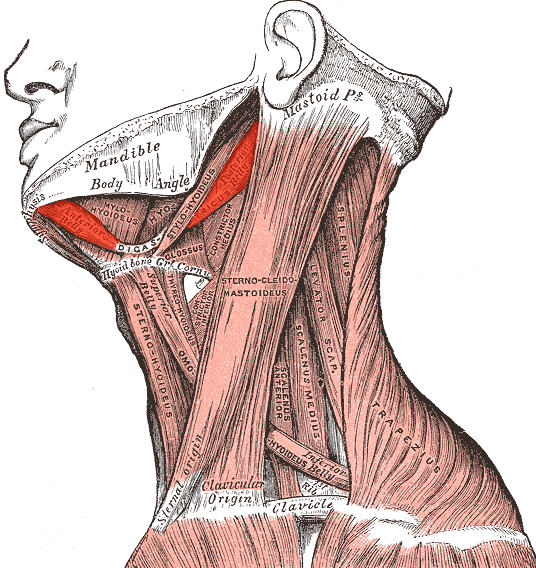
Muskelns placering i käken

Den tvåbukiga käkmuskeln (latin musculus digastricus) är en muskel i käken hos människan, som höjer tungbenet och sänker underkäken och medverkar till att öppna munnen.
Muskeln består av två muskelbukar: den främre buken (venter antrior) och den bakre buken (ventor posterior). Den främre buken är fäst vid underkäken vid fossa digastrica och övergår i en sena som fortsätter i den bakre buken som sedan är fast vid tungbenet vid incisura mastoidea,  en inskärning  på undersidan av och medialt om vårtutskottet.
Mellansenan verkar via en bindvävsögla på tungbenet.
Muskelns främre buk styrs av underkäksnerven (gren av trillingnerven)) och muskelns bakre buk styrs av ansiktsnerven.